# Temps des éphémérides
Le temps des éphémérides (TE) est une échelle de temps aujourd'hui révolue (elle a été en vigueur seulement de 1960 à 1967). Le temps des éphémérides était tel que l'année tropique 1900 contenait par définition 31 556 925,9747 secondes.
Le choix de l'année 1900 fut un compromis : elle était la mieux placée pour pouvoir calculer les corrections à l'échelle de temps précédente, le temps universel (UT).
Le temps universel était lié à l'uniformité de la rotation sidérale de la Terre en environ 86 164 s. Mais dès les années 1930, on s'est aperçu que la rotation de la Terre ralentit au fur et à mesure que la Lune s'éloigne de la Terre (environ 4 cm par an) : il y a transfert de moment cinétique via la dissipation des marées. Le BIPM décida donc d'abandonner le temps universel en 1960 pour le temps des éphémérides.
Mais à la fin des années 1950, les horloges atomiques et les masers apparaissaient. Cette révolution technologique produit des instruments fournissant une échelle de temps plus accessible, moins coûteuse, mais surtout bien plus exacte et plus stable. Très logiquement, dès 1967, le temps des éphémérides disparut au profit du temps atomique (TA), et la création du temps atomique international (TAI). La définition de la seconde fut changée et basée sur la transition hyperfine de l'atome de césium 133 à 9,2 GHz (précision actuelle : mieux que 10−13).